# Puig Denou
El Puig Denou és una muntanya de 511 metres que es troba al municipi d'Albanyà, a la comarca catalana de l'Alt Empordà.